# Mensari
Mensari o Mensulari o Numulari (plurals llatins Mensarii, Mensularii, Numularii), va ser el nom que es va donar als banquers públics a Roma, nomenats per l'estat i diferents dels argentari que eren banquers comuns i feien negocis per compte propi.
Els mensaris (mensarii) tenien els seus bancs (mensae) a l'entorn del fòrum i oferien diners a les persones que els podien garantir. Apareixen per primer cop l'any 352 aC quan els plebeus estaven carregats de deutes i havien d'obtenir diners de nous creditors per pagar als antics, i així s'arruïnaven completament. Segons Titus Livi, els cònsols, buscant solucions per declarar d'interès públic l'extinció dels deutes, van nomenar a cinc persones per l'administració dels diners i els van anomenar mensarii. Els mensarii van rebre instruccions d'acceptar els ramats o la terra en garantia i amb un valor just. En els primers temps es designaven per casos d'emergència o davant d'una crisi financera, i portaven el nom de quinqueviri mensarii o 'trumviri mensarii, si se'n nomenaven tres. També complien altres funcions com a responsables de la banca estatal.
Els mensularii o numularii  sembla que tenien unes funcions diferents a les dels mensarii. El títol estava reservat als funcionaris estatals de la casa de la moneda, i no als banquers. Eren els que distribuïen les monedes acabades d'ancunyar entre la gent, però com que disposaven de grans quantitats de diners, van anar actuant també com a banquers, fent préstecs i concedint crèdits. Segons el Digest, els mensarii, els mensularii i els numularii van acabar realitzant les mateixes funcions, i van ser assimilats als argentarii. Amb l'Imperi els mensarii van passar a dependre del prefecte de la ciutat i van formar una corporació. A les províncies depenien del governador. Se sap que hi havia mensarii diverses parts de l'Imperi i Ciceró esmenta els de Temnos a l'Àsia Menor, on diu que eren nomenats pel poble.